# Crataegus azarolus

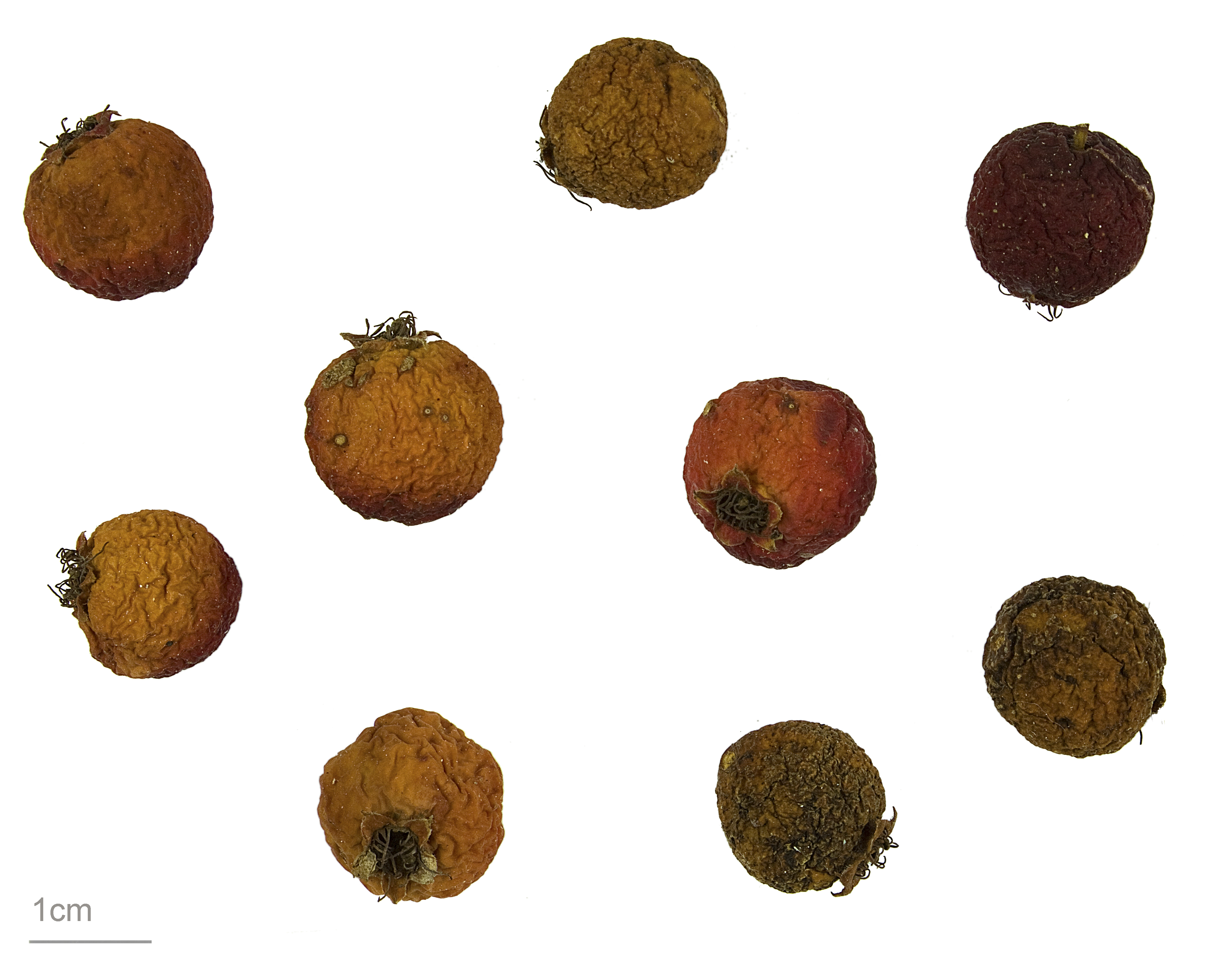
Crataegus azarolus

L'azzeruolo (Crataegus azarolus L., 1753) è un albero da frutto appartenente alla famiglia delle Rosacee diffusa nel bacino del Mediterraneo. Viene chiamato anche "lazzeruolo", azzarruolo, azzaruolo.

## Descrizione
L'azzeruolo cresce sino a un'altezza massima di 3-5 metri, con rami spinosi che possono divenire contorti allo stato selvatico, ma che si mantengono lineari quando la pianta viene coltivata.
L'azzeruolo è una pianta longeva e può diventare centenaria, anche se rimane di piccole dimensioni per la crescita lenta. È un piccolo albero o un arbusto, appartenente alle latifoglie e caducifoglie.
Le foglie, di color verde brillante, sono di forma ovale e cuneiforme; la base è profondamente divisa in tre o cinque lobi interi o dentati con picciolo corto e pubescente; le foglie sono caduche ed ingialliscono prima della caduta.
I fiori sono bianchi e si dispongono in infiorescenze di 3-18. La fioritura avviene da aprile a maggio.
Il frutto è un pomo commestibile di forma globosa, varia da 1 a 2 (o 3) cm di diametro ed è di color rosso amaranto, bianco o giallo alla maturazione (a seconda delle cultivar), e contiene una polpa carnosa commestibile dal sapore agrodolce con tre piccoli semi al suo interno. La maturazione si conclude a settembre. Esistono cultivar selezionate con frutti leggermente migliorati per dimensioni e caratteristiche organolettiche.

## Distribuzione e habitat
Crateagus azarolus è diffuso nel bacino del Mediterraneo. Si tratta di un frutto "minore"; gli azzeruoli erano diffusi nei secoli passati, il consumo e la diffusione della pianta sono andati via via in diminuzione, e sono attualmente quasi scomparsi e considerati come rarità, sono catalogati oggi tra i frutti "dimenticati". 
Gran parte dei botanici ritiene che la specie sia originaria dell'Asia Minore o dell'isola di Creta, da cui si sarebbe diffusa come coltivazione in tutto il resto del bacino del Mediterraneo (in particolare nel Nord Africa) e dell'Europa. In Italia è diffuso occasionalmente in Liguria, Piemonte, Lombardia, Emilia-Romagna, Sicilia, Puglia, Veneto, Toscana, Sardegna.
La pianta è tipicamente termofila e pertanto predilige per la propria crescita i pendii collinari che si trovano in buona esposizione solare eliofila, crescendo in maniera ottimale nella stessa fascia climatica della roverella e del leccio; predilige terreni argillosi o calcarei.

## Cultivar
Le cultivar più diffuse, a carattere locale, si distinguono per colore, dimensione, sapore del frutto ed epoca di maturazione.
- Bianca d'Italia o moscatella
- Rossa d'Italia
- Gialla del Canada
- altre cultivar sono diffuse perlopiù in altri stati.

Alcune varietà sono autosterili, quindi per avere la fruttificazione occorre impiantare o avere presenti, almeno due varietà diverse per impollinarsi a vicenda. Altre varietà sono parzialmente autofertili e con una sola varietà la produzione sarebbe limitata, quindi si avvantaggiano comunque dell'impollinazione incrociata (entro qualche decina di metri da altre varietà). Da notare che le piante originate da due semi diversi sono varietà diverse, mentre due piante innestate con la stessa varietà sono lo stesso clone e quindi non sono varietà diverse.

## Usi
L'azzeruolo è una delle fonti naturali più importanti di vitamina C. Le azzeruole hanno la caratteristica, se consumate fresche, di essere dissetanti, rinfrescanti, diuretiche e ipotensive; la polpa, nello specifico, ha proprietà antianemiche ed oftalminiche. I frutti sono ricchi di vitamina A.
Passata la stagione della produttività dei frutti, per continuare a consumare il prodotto della pianta durante l'anno, l'azzeruolo può essere utilizzato per confetture e gelatine, nonché per la preparazione di insalate e macedonie di frutta.
I frutti sono utilizzati anche in pasticceria per la decorazione di torte e normalmente si conservano sotto spirito o grappa.

## Galleria d'immagini

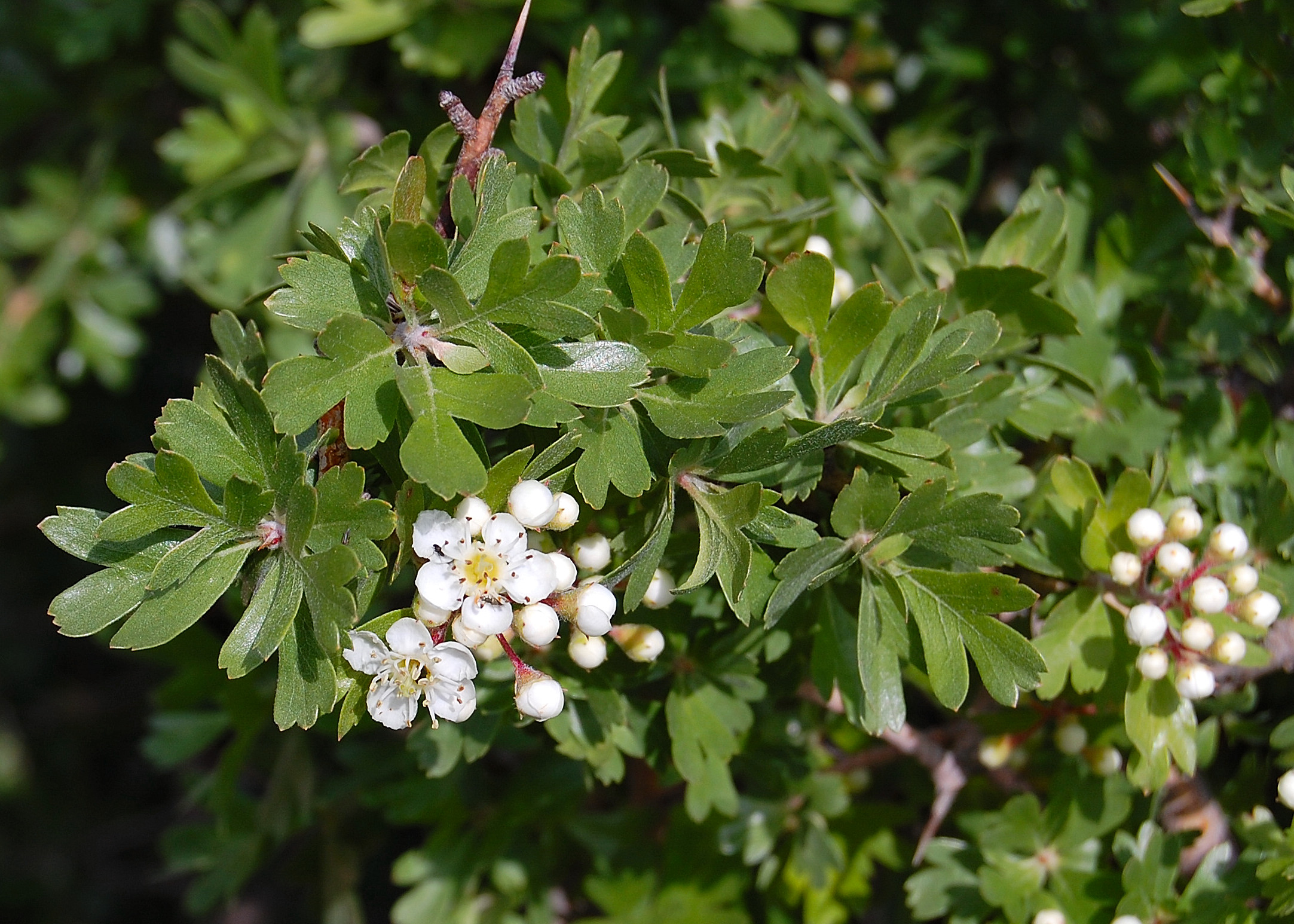
Foglie e fiori
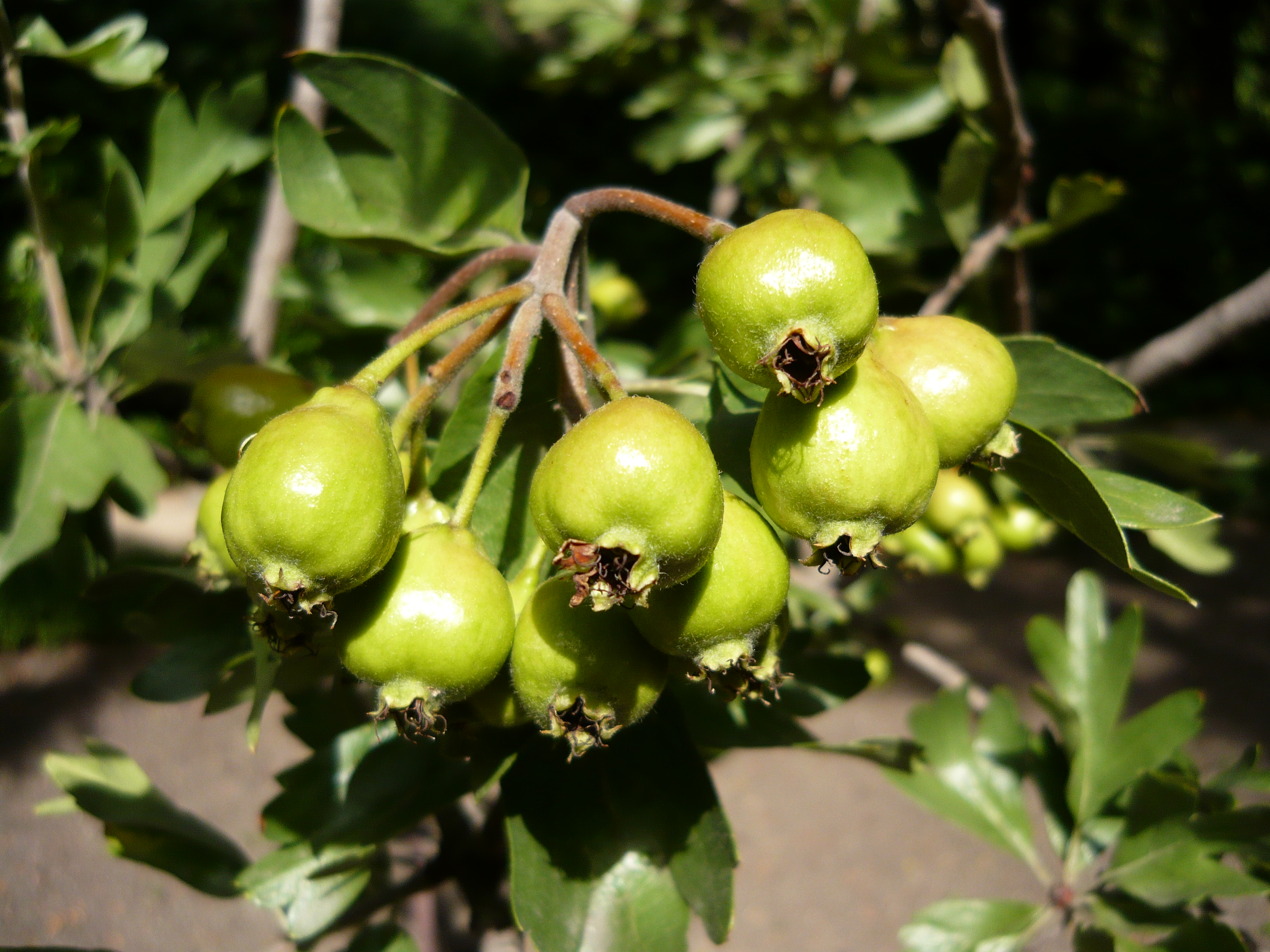
Frutti
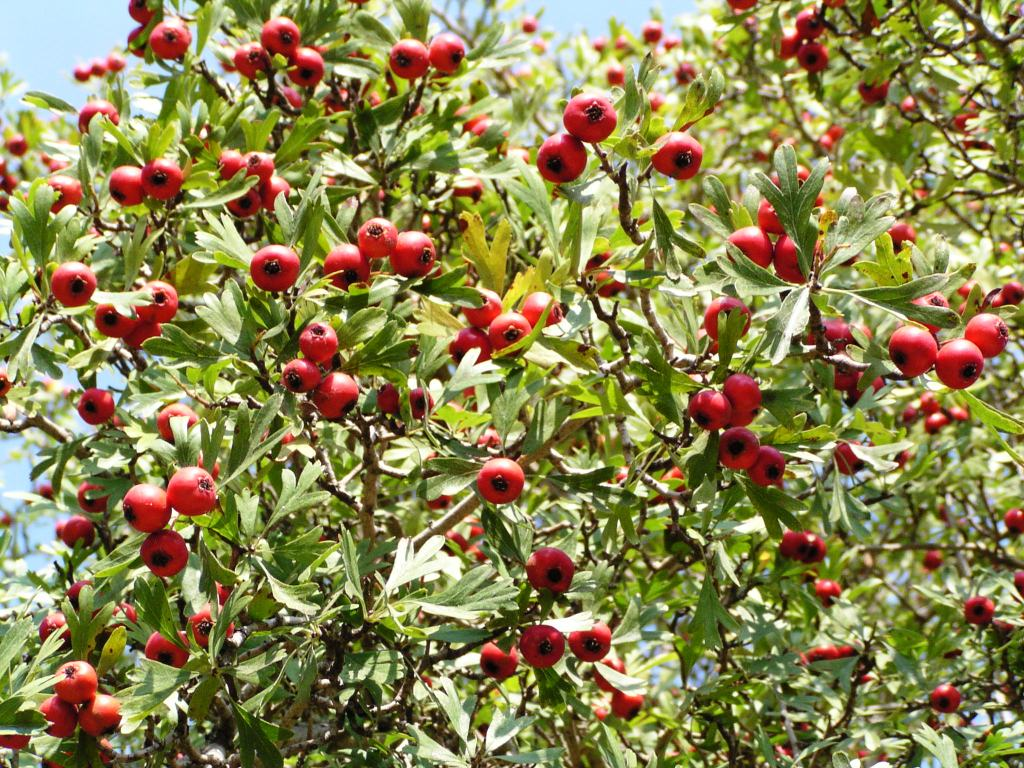
Pianta con frutti maturi